# Chełmża
Chełmża là một thị trấn thuộc huyện Toruński, tỉnh Kujawsko-Pomorskie ở trung-bắc Ba Lan. Thị trấn có diện tích 7 km². Đến ngày 1 tháng 1 năm 2011, dân số của thị trấn là 15102 người và mật độ 1926 người/km².